# この恋イタすぎました
『この恋イタすぎました』（このこいイタすぎました）は、2022年8月5日から12月2日まで日本テレビ系列で、金曜（木曜深夜）1:29 - 1:59に放送されていたバラエティ番組。MCは向井慧と宇垣美里。ガールズ・パフォーマンスグループGirls²がレギュラーを務める。全10回のレギュラー放送終了後、2023年9月27日に「一夜限りの復活SP」として特番を放送した。番組略称は「恋イタ」。

## 概要
2022年6月25日、Girls²のメジャーデビュー3周年記念ライブ「Girls² 3rd Anniversary Live -ダイジョウブ-」にて放送開始が発表された。
イタい男と付き合ってイタい目に遭わないようにする為の恋愛処世術バラエティーをコンセプトとしている。これから大人の恋愛をしていくGirls²が恋愛でイタい目に遭わないように、この世に生息するイタい男や、さまざまな恋のイタすぎた話を聞いて恋愛を学んでいく。
過去に恋愛で痛い目に遭った女性芸能人をゲストに迎え、そのエピソードをショートドラマ形式で紹介するコーナーをメインとしている。毎回ゲスト役をGirls²のメンバー1名が演じている。

## 出演者

### MC
- 向井慧（パンサー）
- 宇垣美里[3]
- 山添寛（相席スタート）（♯1～3 代打MC）

### レギュラー出演者
- Girls²[4][5]
- 妹尾ユウカ

### ゲスト
（）内は出演回とショートドラマでゲスト役を演じたGirls²メンバー
- IMALU（♯1/鶴屋美咲）
- 橋本マナミ（♯2/山口綺羅）
- 手島優（♯3/石井蘭）
- 山崎ケイ（相席スタート）（♯4/小川桜花）
- バービー（フォーリンラブ）（♯5/隅谷百花）
- 大島麻衣（♯6/小田柚葉）
- 休井美郷（♯7/増田來亜）
- 稲村亜美（♯8/原田都愛）
- 菊地亜美（♯9/菱田未渚美）

### イタ男役
- 八神蓮（♯1）
- 久保田悠来（♯2）
- おおしましゅん（♯3）
- こま（ウチら3姉妹）（♯4）
- パオロ（♯5）
- カノックスター（♯6）
- 島村雄大（♯7）
- 百瀬拓実（♯8）
- 佐藤友祐（lol）（♯9）

### monogatary.com イタ男エピソードショートドラマ出演
- 山添寛（相席スタート）（♯4）
- バッドナイス常田（♯6）
- 石橋遼大（四千頭身）（♯9）

### ロケコーナー出演
- 愛沢えみり（♯7、8）
- ふうか（♯7、8）
- 大倉士門（♯10）
- 池田直人（レインボー）（♯10）

### ナレーション
- 高野麻里佳

## 番組テーマソング

### オープニングテーマ
Girls²「Swipe Up」
作詞：NIYA　作曲：NIYA/Nobuaki Tanaka　編曲：Nobuaki Tanaka

### エンディングテーマ
Girls²「Bye-Bye-Bye」
作詞、作曲、編曲：岡崎体育

## スタッフ
- 企画プロデュース - 植野浩之
- 構成 - 竹村武司、土橋ゲンゴロウ
- TM - 川合亮
- SW - 吉田健治
- CAM - 山内剛
- VE - 佐々木謙太
- MIX - 村瀬脩一
- 技術協力 - NiTRO
- 照明 - 村上洋平（日テレアート）
- 美術 - 髙野泰人（日テレアート）
- 編集・MA - ミックスタジオ、エムスタ
- タイトルCG - 磯部秀将
- 音効 - 高取謙
- TK - 長坂真由美
- ロケ技術 - 池田屋
- スタイリスト - 服部裕子
- 「この恋イタすぎました」製作委員会 - 木島康、木村武士、中久木一哉、石川琢哉
- デスク - 保坂淳子
- ディレクター - 小笠原豪、山下朋洋、永田香織、黒瀬香蓮、謝嘉翹
- 演出 - 黒木初美
- プロデューサー - 升野大誠、中村花乃子、宮崎順平/藤沼明子
- 制作 - 南波昌人
- 制作協力 - e company
- 企画制作 - 日本テレビ
- 製作著作 - 「この恋イタすぎました」製作委員会